# Lamar (Pensilvania)
Lamar es un lugar designado por el censo ubicado en el condado de Clinton en el estado estadounidense de Pensilvania. En el Censo de 2010 tenía una población de 562 habitantes y una densidad poblacional de 311,8 personas por km².

## Geografía
Lamar se encuentra ubicado en las coordenadas 41°0′36″N 77°31′24″O / 41.01000, -77.52333. Según la Oficina del Censo de los Estados Unidos, Lamar tiene una superficie total de 2.9 km², de la cual 2.87 km² corresponden a tierra firme y (0.89%) 0.03 km² es agua.

## Demografía
Según el censo de 2010, había 562 personas residiendo en Lamar. La densidad de población era de 311,8 hab./km². De los 562 habitantes, Lamar estaba compuesto por el 98.4% blancos, el 0% eran afroamericanos, el 0.18% eran amerindios, el 0.18% eran asiáticos, el 0% eran isleños del Pacífico, el 0.53% eran de otras razas y el 0.71% pertenecían a dos o más razas. Del total de la población el 0.53% eran hispanos o latinos de cualquier raza.